# Cúán mac Amalgado
Cúán mac Amalgado (mort en 641) était un roi de Munster (en irlandais : Muman), l'un des cinq royaumes d'Irlande. Il appartenait à la famille des Eóganacht Áine, une branche du clan des Eóganachta descendant d'Ailill mac Nad Froích, le frère d'Óengus mac Nad Froích (mort en 489), premier roi chrétien de Muman. 

## Biographie
Il était fils du roi Amalgaid mac Éndai (mort en 601). Il succéda à Faílbe Flann mac Áedo Duib en 639. 
Aucun événement particulier n'a été consigné dans les annales sur son règne. On trouve cependant la mention de la mort d'un roi de Muman nommé Cúán mac Éndai à la bataille de Carn Conaill, alors qu'il était allié à Guaire Aidni mac Colmáin de Connacht. Tous deux auraient été vaincus par Diarmait mac Áedo Sláine, roi de Brega. La bataille aurait eu lieu en 645, 648 ou 649, ce qui contredit la date de sa mort, et est rejetée par le professeur Byrne. Cependant, Keating mentionne également le fait en le nommant correctement et lui donne un règne de 10 ans. 
On lui connait un fils, Máel Umai, qui fut le père du roi de Muman Eterscél mac Máele Umai (mort en 721).